# Yasser Rayan
Yasser Rayan (26 marzo 1970) è un ex calciatore egiziano, di ruolo centrocampista.

## Palmarès

### Club

#### Competizioni nazionali
- Campionato egiziano: 7

Al-Ahly: 1993-1994, 1994-1995, 1995-1996, 1996-1997, 1997-1998, 1998-1999, 1999-2000
- Coppa d'Egitto: 3

Al-Ahly: 1992-1993, 1995-1996, 2000-2001

#### Competizioni internazionali
- Coppa delle Coppe d'Africa: 1

Al-Ahly: 1992-1993
- CAF Champions League: 1

Al-Ahly: 2001